# Ludvík III. Francouzský
Ludvík III. Francouzský (mezi 863 a 865 – 5. srpna 882 Saint-Denis) z dynastie Karlovců byl král Západofranské říše (společně se svým bratrem Karlomanem) mezi lety 879 a 882. Ludvík byl synem západofranského krále Ludvíka II. a jeho první manželky Ansgardy.
Část šlechty jej, po smrti Ludvíkova otce, prosazovala jako jediného krále. Nakonec ale byli zvoleni oba bratři (Ludvík III. a Karloman II.), kteří si vládu nad říší rozdělili. Ačkoliv existovaly pochybnosti o jejich legitimnosti (manželství jejich matky s Ludvíkem II. bylo anulováno), bratři získali všeobecné uznání a v březnu 880 si v Amiens rozdělili otcovu říši. Ludvík III. tak obdržel severní část státu, Neustrii.
Boso z Provence, bratr Richildy, manželky císaře Karla II. Holého, odvolal svou věrnost oběma bratrům a byl zvolen králem Provence. Ludvík III. s Karlomanem II. proti němu vytáhli v létě 880 a obsadili Mâcon a severní část Bosova území. Své síly spojili s vojsky Karla III. Tlustého a od srpna do listopadu neúspěšně obléhali Vienne.
Ludvík III. dokázal během své vlády zvítězit v bitvě u Saucourt-en-Vimeu s Vikingy v roce 881. Boj byl oslaven v básni Ludwigslied ve staré horní němčině.
Král Ludvík III. zemřel bezdětný roku 882 po pádu z koně. Po jeho smrti se králem celé Západofranské říše stal Ludvíkův bratr Karloman.